# Stanisław Mielniczek
Stanisław Mielniczek (ur. 2 stycznia 1933 w Samborze, zm. 15 lipca 1988 w Sanoku) – polski piłkarz.

## Życiorys
Karierę piłkarską rozpoczął w Odrze Opole, z którą najpierw w 1950 roku awansował do II ligi, potem w sezonie 1952 awansował do ekstraklasy, w której zadebiutował 15 marca 1953 roku w przegranym 1:2 meczu z Gwardią Warszawa. W sezonie 1953 wraz z Franciszkiem Klikiem został najlepszym strzelcem drużyny (po 6 goli), ale mimo tego opolska drużyna spadła z ekstraklasy.
W ramach odbycia służby wojskowej trafił do Legii Warszawa, gdzie mimo posiadania wielu walorów piłkarskich (m.in. drybling i szybkość, silne i skutecznie rzuty wolne) nie przebił się po podstawowego składu drużyny Wojskowych i rozegrał w niej tylko jeden mecz: 14 marca 1954 roku z Cracovią.
Następnie przeszedł do Zawiszy Bydgoszcz, skąd w 1955 roku wrócił do Odry Opole, w której występował do 1957 roku. Potem przez krótki czas grał w Legii Krosno, skąd następnie w 1959 roku przeszedł do Pogoni Szczecin, w której występował do 1962 roku. W tym okresie dla Portowców rozegrał 35 meczów i strzelił 7 goli w ekstraklasie (strzelił pierwszą bramkę dla Pogoni w historii jej występów w ekstraklasie).
Później reprezentował barwy Motoru Lublin i Stali Sanok, w barwach której rozgrywał ostatnie sezony jako piłkarz. W edycji 1965/1966 klasy A wraz z drużyną wygrał rozgrywki, uzyskując awans do ligi okręgowej, zaś do sukcesu przyczynił się strzelając w 26 meczach 25 goli z wszystkich 83 bramek drużyny, a także kreując wiele sytuacji bramkowych. Sukces ten uwiecznił rocznicę 20-lecia powstania sanockiego klubu. W ówczesnych latach był jednym z najpopularniejszych piłkarzy Stali. W 1971 zakończył piłkarską karierę. W czasie gry nosił pseudonim „Lompas”.

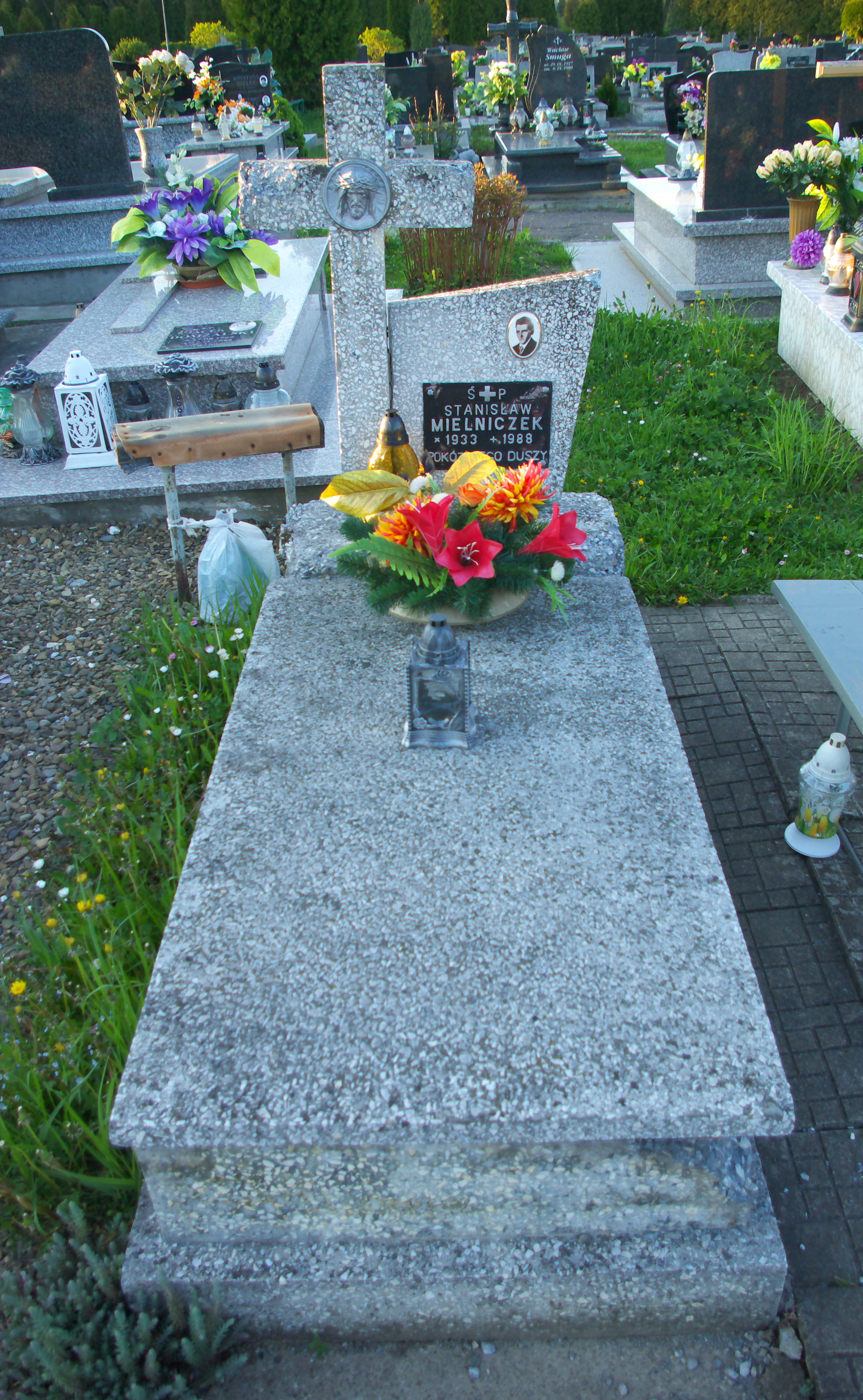
Nagrobek Stanisława Mielniczka

Zmarł 15 lipca 1988. Został pochowany na Cmentarzu Centralnym w Sanoku 21 lipca 1988.

## Sukcesy
- Awans do ekstraklasy: 1953 z Odrą Opole